# إم 90
صاروخ M90 (بالإنجليزية: M90)‏ أو مقادمة 90 أو إم 90 صاروخ فلسطيني محلي الصنع من إنتاج كتائب الشهيد عز الدين القسام الجناح العسكري لحركة المقاومة الإسلامية حماس. هو صاروخ قسامى مطور من اجيال صواريخ القسام.كشفت كتائب القسام، عن صاروخ المقادمة M90 مع بداية العام الجاري 2024، وأطلقت عليه اسم المقادمة نسبة للقائد السابق في الحركة إبراهيم المقادمة الذي اغتالته إسرائيل عام 2003 بغارة جوية على قطاع غزة.ويبلغ المدى الأقصى للصاروخ 90 كيلو متر، ويحمل رأسا حربيا بوزن 50 كيلو جرام.الصاروخ تم إنتاجه لأول مرة في عام 2022، وهو الصاروخ الثاني في عائلة المقادمة، حيث يسبقه صاروخ M75 المقادمة، والذي أنتجته القسام في عام 2012.قصفت القسام تل أبيب بالصاروخ الجديد المقادمة M90 لأول مرة في الدقائق الأولى للعام الميلادي الجديد 2024، ثم اختفى الحديث عن الصاروخ، حتى شهر أغسطس الجاري، حيث استخدمته القسام في قصف تل أبيب مجددا، في يومي 13 و25 أغسطس.

## انظر ايضًا
- صاروخ R160
- صاروخ القسام